# Avanne-Aveney
Avanne-Aveney är en kommun i departementet Doubs i regionen Bourgogne-Franche-Comté i östra Frankrike. Kommunen ligger i kantonen Boussières som tillhör arrondissementet Besançon. År 2022 hade Avanne-Aveney 2 237 invånare.

## Befolkningsutveckling
Antalet invånare i kommunen Avanne-Aveney
Referens:INSEE